# ریجیس فیلبین
ریجیس فرانسیس ایکساویر فیلبین (به انگلیسی: Regis Francis Xavier Philbin)، (زاده ۲۵ اوت ۱۹۳۱ – درگذشته ۲۴ ژوئیه ۲۰۲۰) بازیگر، خواننده، و میزبان میزگردهای تلویزیونی در آمریکا بود.
وی که پیشتر با نام ریجیس فیلبین شناخته می‌شود کارش را از سال ۱۹۶۱ شروع کرده و مجری برنامه میزگرد تلویزیونی است.
او همچنین میزبان فصل اول مسابقه استعدادهای درخشان آمریکا بوده و بیش از ۴۵ سال در برنامه‌های زنده حاضر شده و دارای رکورد جهانی گینس برای بیشترین زمان حضور در مقابل دوربین تلویزیون نیز است.
از فیلم‌ها یا برنامه‌های تلویزیونی که وی در آن نقش داشته است می‌توان به دوجینش ارزان‌تر است، شب و شهر، دختر شایسته اخلاق ۲، باک هوارد بزرگ، دادلی دو-رایت و آشنایی با مادر اشاره کرد.

## مجله فوربس
ریجیس در سال ۲۰۰۷ از سوی مجله فوربس رتبه ۱۱ بیشترین درآمد برنامه‌های تلویزیونی آمریکا در سال را از ۱ تا ۲۰ به‌دست آورد.